# 8 Pułk Strzelców Pieszych
8 Pułk Strzelców Pieszych – polski pułk piechoty okresu Królestwa Kongresowego.
Sformowany w początkach 26 maja 1831 z gwardzistów Gwardii Ruchomej województwa kaliskiego.
5 czerwca 1831 dowódcą pułku został Gabriel Siemoński.